# Szentkuthy Mihály
Szentkuthy Mihály, Szentkuty Mihály (Szatmárnémeti, 1813. – Szatmárnémeti, 1897. április 16.) úttörő színész.

## Életpályája
Szülei Szentkuthy János műépítész és késolczi  Gánóczy Zsuzsa voltak. Iskoláit szülővárosában és Nagyváradon végezte el; gyógyszerész lett. 1844-ben Rozsnyón lépett színpadra. Első szerepe a Vallomások c. vígjátékban volt. Zelényi Lajos, Göde István, Végsei Sándor, Abday Sándor társulataiban szerepelt. Az 1848–49-es forradalom és szabadságharcban honvéd főhadnagyként vett részt. 1849 után Hubay Gusztávnál folytatta színi pályáját Nyírbátorban. Szegeden (Latabár Endrénél) és Debrecenben is játszott. 1854. augusztus 15-én mint vendég fellépett a Nemzeti Színházban, A rab c. népszínmű András szerepében, midőn ezt a kritikát kapta: „Játéka igen kedvesen lepett meg bennünket. Mind masquirozása, mind egész magatartása, mozdulatai és hanghordozása tehetséges és eléggé gyakorlott színészre mutatnak." {Pesti Napló.) Ezután Szuper Károly, hat évig Reszler István, majd Szabó József társulatában játszott. 1871-ben Aradra szerződött. Molnár György így jellemzi: „A hős-apákat elég sikerrel játssza, s a kitörő jelenetekben belérengett az egész színház." (Világostól - Világosig, Arad, 1881. II. köt. 61. oldal.). Öreg napjait Szatmáron élte le, ahol a színielőadásoknak mindvégig lelkes látogatója volt. Felesége Portik Eliz (Lilla) (? - Bp., 1885. július 13.) színésznő volt.

## Művei
- Színházi emlény (Debrecen, 1862)
- Visszaemlékezések (Kolozsvár, 1883)